# Вільям Варлі
Вільям Варлі (англ. William Varley, 6 листопада 1880 — жовтень 1968) — американський академічний веслувальник.
Олімпійський чемпіон 1904 року в складі парної двійки, срібний призер 1904 року в складі розпашної двійки без стернового.